# Stalaktyt
Stalaktyt, sopleniec, nawis (gr. σταλακτίτης od σταλάσσω 'kapać') – grawitacyjny naciek jaskiniowy mający najczęściej kształt wydłużonego, odwróconego stożka (sopla), narastającego od stropu jaskini krasowej ku jej spągowi.
Powstawanie stalaktytów
Wokół zwisającej ze stropu kropli wody wysyconej solami tworzy się pierścień osadu. Wraz z napływem wody pierścień ten stopniowo wydłuża się w dół od kolejnych porcji soli i powstaje cienka rurka, środkiem której cieknie woda wysycona tą solą. Wraz z upływem czasu sącząca się wewnątrz wąskim kanalikiem woda powoduje wzdłużne narastanie nacieku i powstaje tzw. makaron lub makaronik. Zwykle kropel jest wiele, stąd też na stropie tworzy się cała galeria makaroników. Są to początkowe formy stalaktytów. Jeśli dojdzie do zatkania kanalika, woda znajduje sobie nowe ujście i spływając po powierzchni stalaktytu, buduje jego nowe warstwy. Stalaktyt powiększa się i pogrubia.
Rodzaje stalaktytów ze względu na kształt
- stalaktyt rurkowy – inaczej makaron
- stalaktyt marchewkowy – o kształcie marchewki[3]
- stalaktyt laskowy lub stożkowy – o kształcie pręta lub stożka[2]
- stalaktyt gronowy – o nieregularnym kształcie, składający się ze zlepionych z sobą kulek lub bobków[3]
- stalaktyt opancerzony – składający się z dwóch oddzielonych od siebie i niejednakowych warstw, różniących się w barwą i charakterem krystalizacji[3]
- stalaktyt korozyjny – ma postać ostrych ząbków. Powstaje w wyniku selektywnej korozji na ścianach jaskiń tropikalnych[3]
- stalaktyt kulisty (sferolityczny) tworzy się, gdy spływ wody po powierzchni nacieku jest na tyle wolny, że zdąży ona całkowicie odparować przed dotarciem do jego czubka[1]. W Polsce są bardzo rzadkie[2].
- stalaktyt mieczowaty – płaski, podobny do miecza. Osiąga długość do 6–7 m[3]

Rodzaje stalaktytów ze względu na skład
Większość stalaktytów w jaskiniach tworzy się z węglanu wapnia, który jest podstawowym składnikiem budującym skały jaskiń. Istnieją jednak również stalaktyty zbudowane całkowicie lub częściowo z innych substancji:
- stalaktyt gliniany – składający się z materiału gliniasto-węglanowego[3]
- stalaktyt lodowy – powstaje w wyniku zamarzania wody kapiącej ze stropu (zobacz: jaskinia lodowa)[1]
- stalaktyt lawowy – powstaje w jaskiniach lawowych w wyniku zastygania lawy[1]
- stalaktyt przeświecający – złożony z półprzeźroczystych kryształów kalcytu[3]
- stalaktyt solny – złożony z chlorku sodu. Występuje w jaskiniach solnych i w kopalniach soli[3].
- stalaktyt teleskopowy – między poszczególnymi skorupami kalcytu zawiera ił. Podczas wymywania łatwo się rozdziela[3].

Ze stalaktytu często część wody skapuje kroplami na dno jaskini. W miejscu tym powstaje rosnący od dołu do góry stalagmit. Gdy dojdzie do ich połączenia, powstaje kolumna naciekowa – stalagnat.

Makaroniki
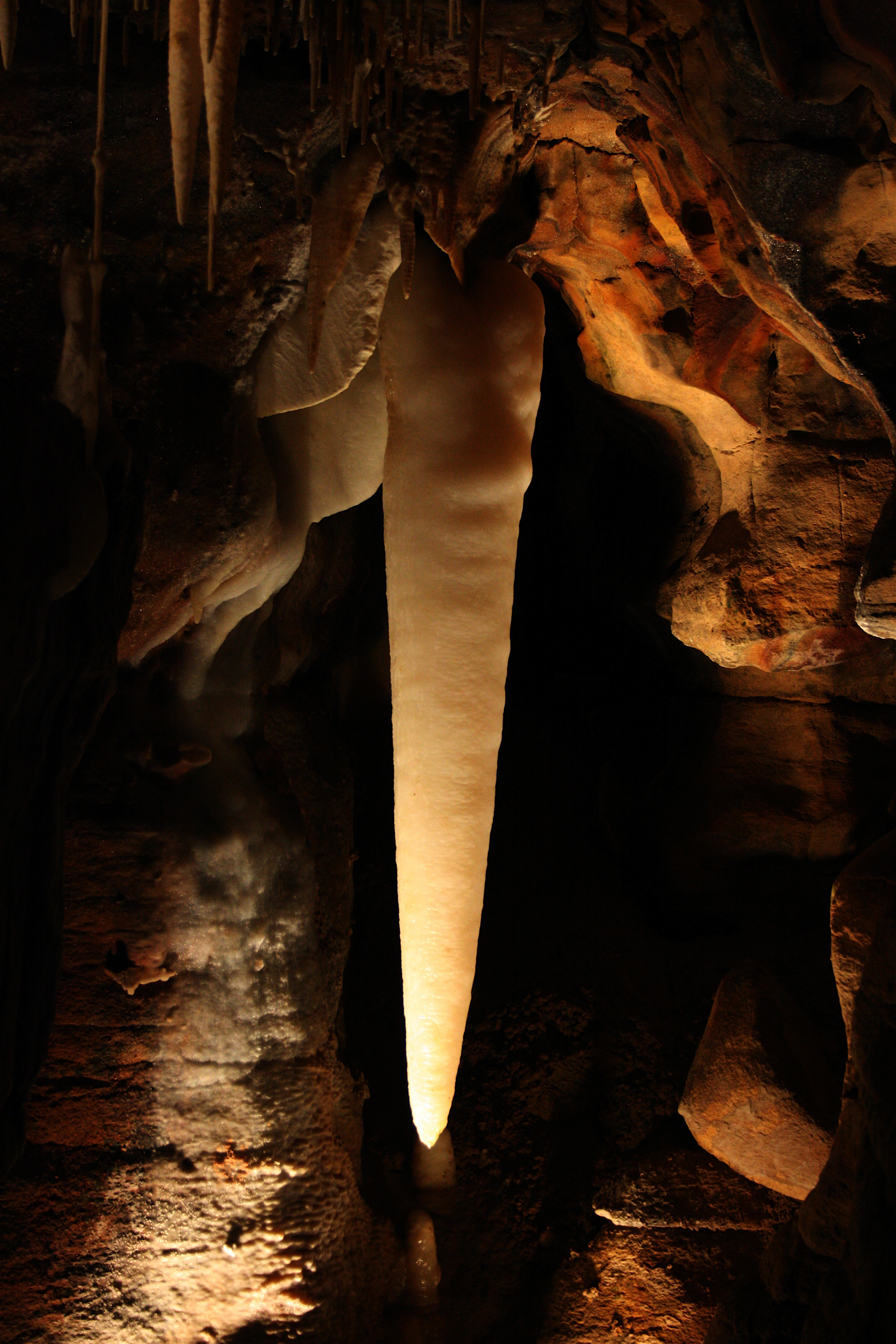
Stalaktyt stożkowy
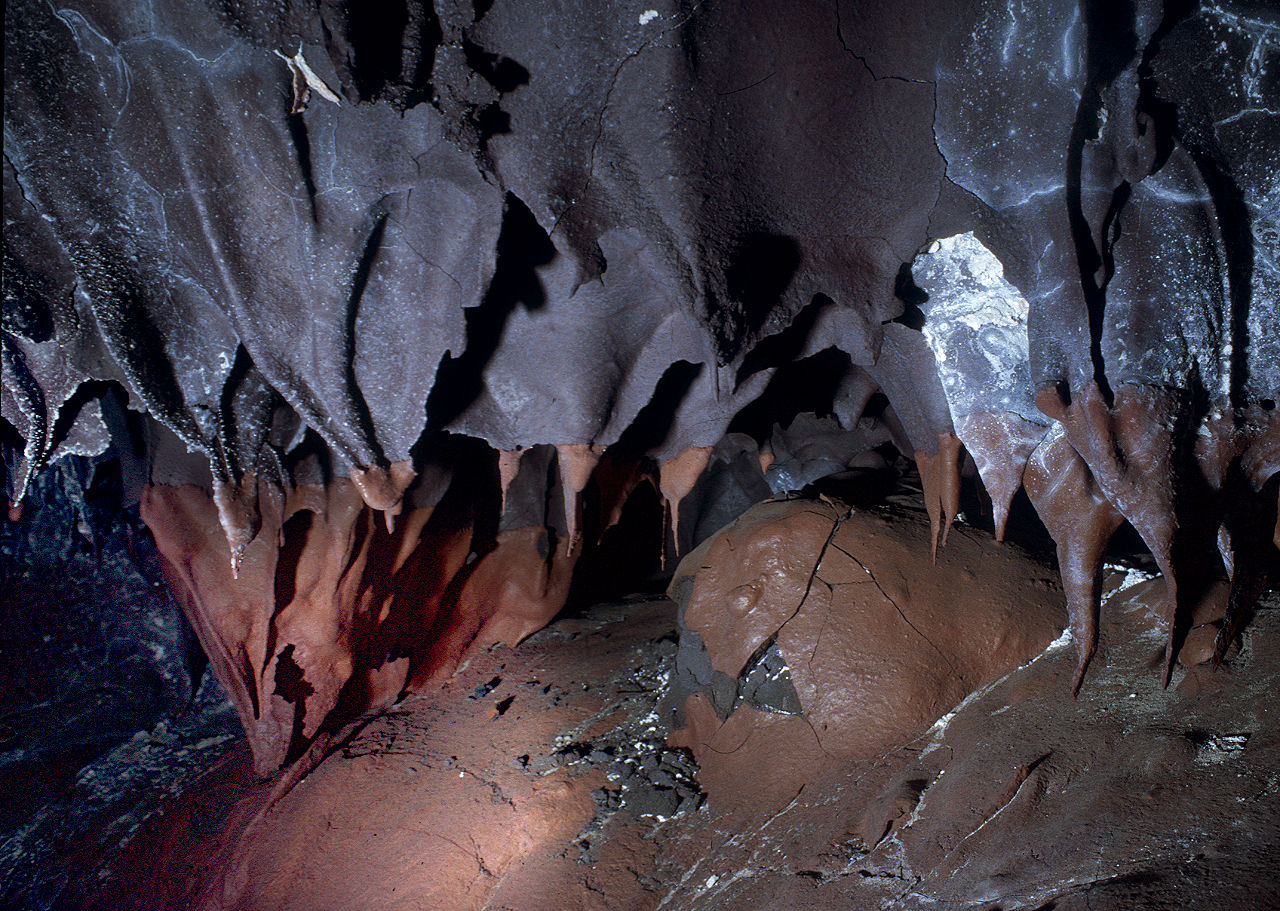
Stalaktyty lawowe
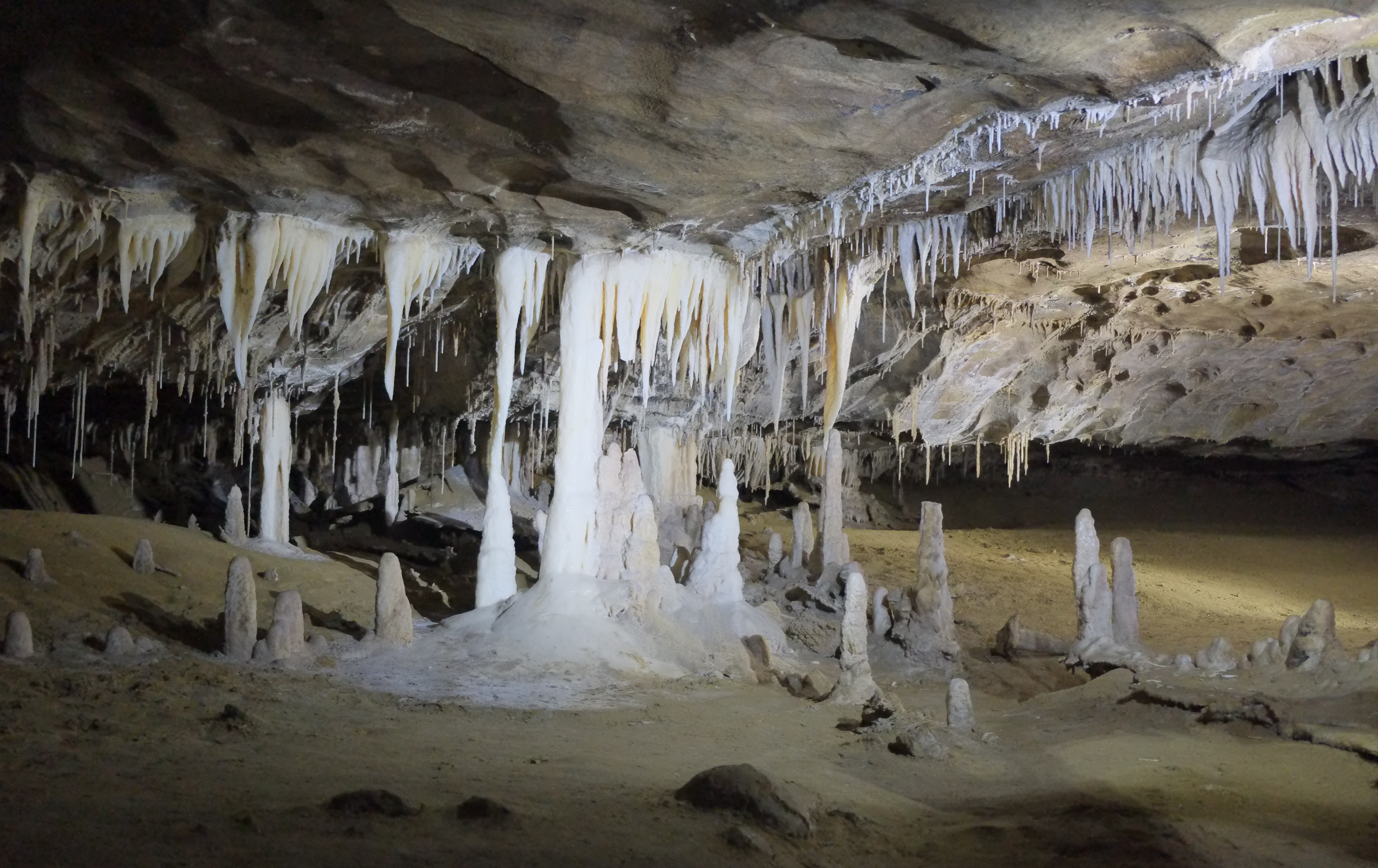
Stalaktyty, stalagmity i stalagnaty
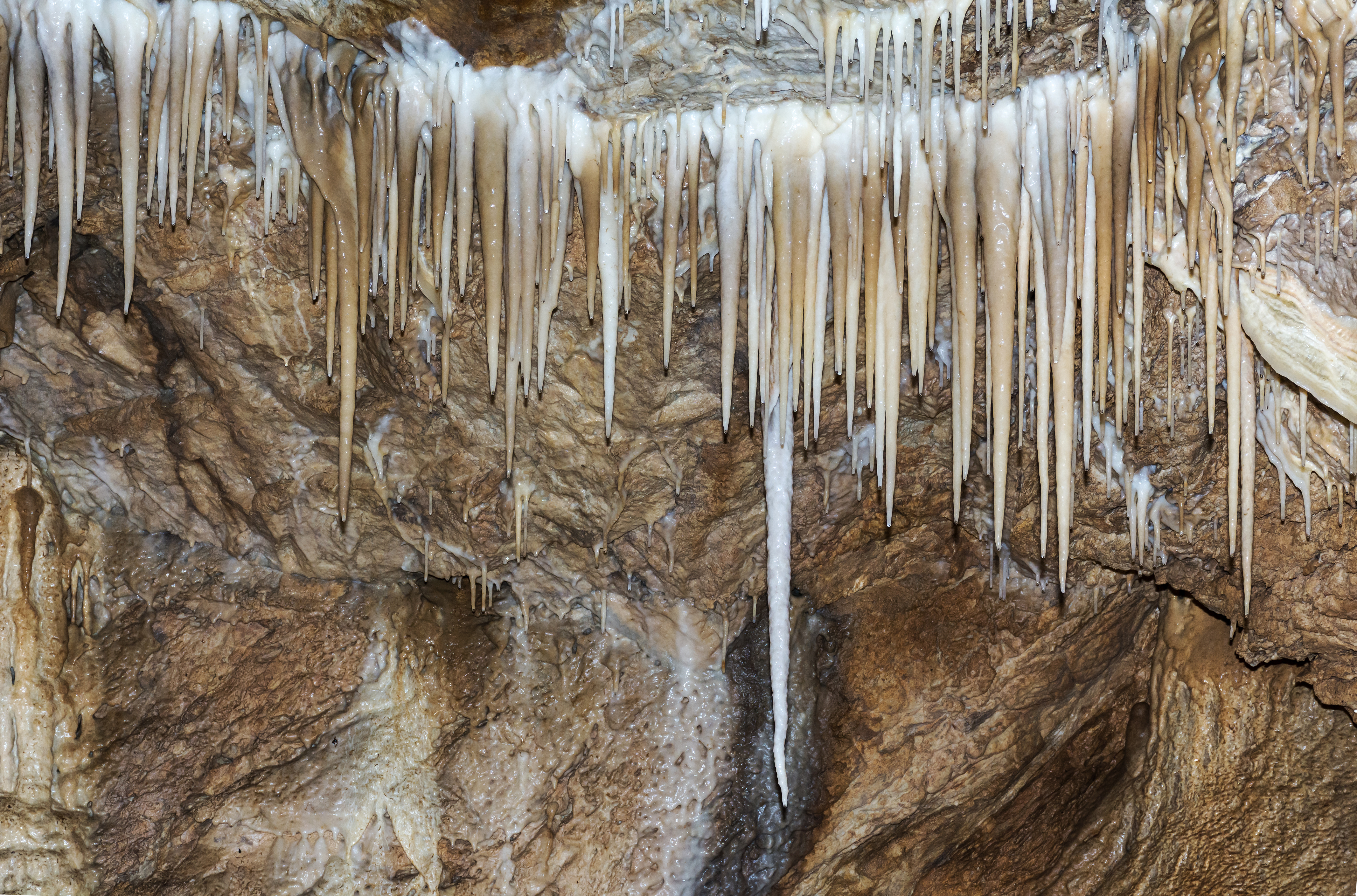
Stalaktyty w Jaskini Niedźwiedziej w Kletnie
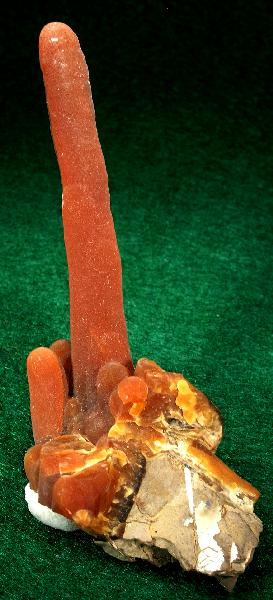
Stalaktyt marchewkowy
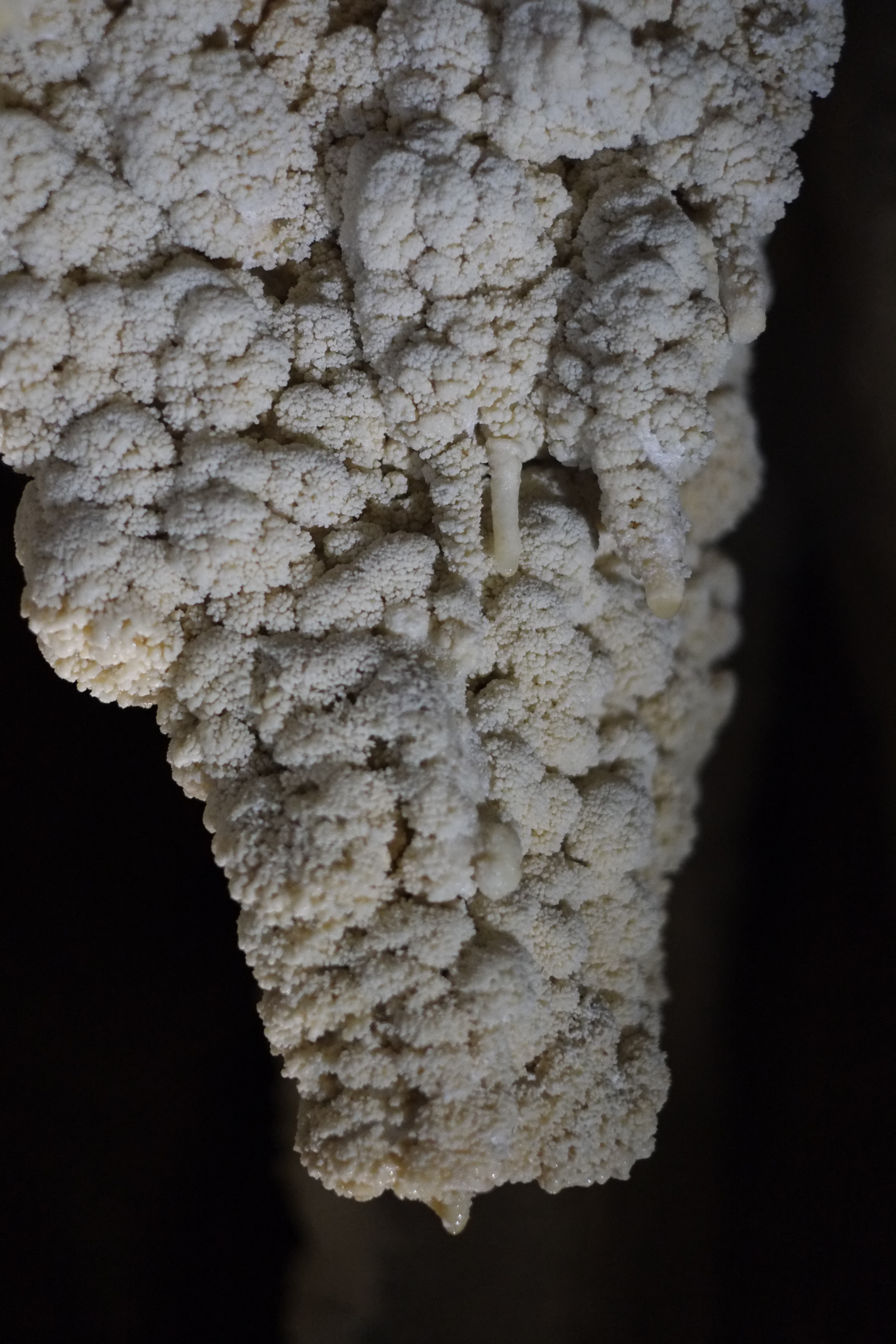
Stalaktyt gronowy

Barwa stalaktytów
Jeśli stalaktyty zbudowane są z czystego kalcytu, wówczas są przeźroczyste i bezbarwne. Czysto przeźroczyste są jednak rzadkością. Domieszka pęcherzyków powietrza, lub występujące w stalaktytach mikropęknięcia i mikrokryształy powodują, że w zależności od ilości tych defektów stalaktyty stają się półprzeźroczyste lub białe. Jeśli ściekająca ze stropu woda zawiera domieszki związków żelaza, wówczas stalaktyty nabierają całej gamy barw od żółtej, przez bursztynową, czerwoną do brunatno-rdzawej. Związki żelaza w wodzie występują powszechnie, stąd też tak częste są te barwy stalaktytów. Zawarte w wodzie jony manganu powodują wybarwienie stalaktytów na ciemny kolor – od brunatnego po czarny.